# Bergs landskommun, Västmanland
Bergs landskommun var en tidigare kommun i Västmanlands län.

## Administrativ historik
Kommunen inrättades i Bergs socken i Snevringe härad i Västmanland när 1862 års kommunalförordningar trädde i kraft 1863.
Kommunen upphörde vid kommunreformen 1952, då en mindre del gick upp i Sura landskommun och huvuddelen gick upp i Hallstahammars köping som 1971 ombildades till Hallstahammars kommun.

## Politik

### Mandatfördelning i valen 1942-1946
| 7 | 8 |

| 15 |

| 8 | 7 |

| 15 |